# Friedrich Kohlrausch
Friedrich Wilhelm Georg Kohlrausch (14 de octubre de 1840 - 17 de enero de 1910) fue un físico alemán que investigó las propiedades conductoras de los electrolitos en disolución, contribuyendo al conocimiento de su comportamiento. También investigó la elasticidad, la termoelasticidad y la conductividad térmica, así como la medición precisa de campos magnéticos y eléctricos.
Hoy en día, Friedrich Kohlrausch está considerado como uno de los físicos experimentales más importantes. Sus primeros trabajos permitieron combinar los sistemas de Carl Friedrich Gauss y Wilhelm Weber para unificar las unidades de medida eléctricas y magnéticas.

## Biografía
Hijo de Rudolf Kohlrausch, Friedrich Wilhelm Georg Kohlrausch nació el 14 de octubre de 1840 en Rinteln, Alemania. Después de estudiar física en Erlangen y Göttingen, Friedrich Kohlrausch completó su doctorado en Göttingen. Tras dos años trabajando como profesor en Frankfurt, Kohlrausch fue nombrado profesor de física en la Universidad de Göttingen (1866-1870) y en 1870 se convirtió en profesor en la ETH Zurich en Suiza, trasladándose, un año después, a la Universidad Tecnológica de Darmstadt, en Alemania. En 1875 aceptó una oferta de la Universidad de Würzburg, en el sur de Alemania,  centro en el que llevaría a cabo sus estudios y experimentos relacionados con la conductividad de electrolitos. A partir de 1888 investigó y enseñó en la Universidad de Estrasburgo. 
En 1894 se le ofreció una cátedra  en la Universidad Humboldt de Berlín, que rechazó, si bien, algunos años después, en 1900 actuó como profesor de esta institución. En este mismo año fue  elegido miembro honorario internacional de la Academia Estadounidense de Artes y Ciencias y un año después miembro internacional de la Academia Nacional de Ciencias de los Estados Unidos.   También fue miembro de la Real Academia Sueca de Ciencias, en 1902 y miembro de la Sociedad Filosófica Estadounidense, en 1909. 

## Actividad científica
Kohlrausch está considerado como unos de los grandes investigadores pioneros en el campo de la electroquímica, ya que sus experimentos y estudios permitieron establecer la ley de migración independiente de iones, también conocida como ley de Kohlrausch. Muchos de sus estudios y datos sirvieron de origen para el desarrollo de la teoría de la disociación iónica de Svante Arrhenius, después apoyada por eminentes químicos, como Wilhelm Ostwald y Jacobus Henricus van 't Hoff. 

### Conductividad de electrolitos en solución.
En 1874, Kohlrausch demostró que un electrolito tiene un coeficiente de resistencia eléctrica definido y constante. Al observar la dependencia de la conductividad con respecto a la dilución, pudo determinar las velocidades de transferencia de los iones (átomos o moléculas cargados) en solución. Usó corriente alterna para prevenir la formación de productos de electrólisis (hidrógeno, oxígeno u otros gases  o deposición de metales); esto le permitió obtener resultados muy precisos.
Entre 1875 a 1879 examinó numerosas soluciones salinas, ácidas y de otros sustancias. Sus esfuerzos dieron como resultado la ley de la migración independiente de iones, que establece que cada tipo de ion migratorio tiene una conductividad equivalente , que es específica e independiente de cómo o con qué otro ion se combine. Esto le permitió concluir que la resistencia eléctrica de una solución se debe únicamente a la migración de los iones de una sustancia determinada. Kohlrausch demostró que para electrolitos débiles (incompletamente disociados), cuanto más diluida es una solución, mayor es su conductividad molar debido al aumento de la disociación iónica.

### Instrumentos y técnicas de medida.
En 1895, Kohlrausch sucedió a Hermann von Helmholtz como presidente de la "Fundación Imperial para la Física y la Tecnología" (Physikalisch-Technische Reichsanstalt-PTR), cargo que ocupó hasta 1905. Sus actividades en esta institución se centraron en los aspectos instrumentales y experimentales de la física. Bajo su liderazgo, el PTR desarrolló numerosos estándares de medición y calibración que fueron ampliamente adoptados fuera de Alemania. El Instituto desarrolló un magnetómetro de torsión insensible a las perturbaciones externas y el uso del galvanómetro blindado inventado por Emil du Bois-Reymond  permitió realizar mediciones eléctricas y magnéticas de alta precisión.
Kohlrausch también perfeccionó los métodos de medición en prácticamente todos los campos de la ciencia de su época, como la medición de la reflectividad, el galvanómetro tangencial, varios tipos de galvanómetros y dinamómetros. El puente de Kohlrausch para medir la conductividad todavía se utiliza en la actualidad.
En 1905, Friedrich Kohlrausch dimitió como presidente del PTR. Murió en Marburg el 17 de enero de 1910, a la edad de 70 años.